# Нотарикон
Нотарико́н (от др.-греч. νοταρικόν; иуд.-арам. נוֹטָרִיקוֹן‎) — акроним, применяемый в иудейской традиции для сокращённой передачи имён и названий.

## Термин
Слово мишнаитского иврита «нотарикон» впервые встречается в Мишне (трактат Шаббат, 12:5). Слово это является заимствованием из греческого языка (νοταρικόν). В более позднее время этот термин уступает место термину рашей тевот (ראשי תיבות‎ — «начала слов»). Этот последний термин является несколько более широким, чем «нотарикон», так как включает в себя не только акронимы (то есть аббревиатуры, читаемые как единое слово), но и такие аббревиатуры, которые либо читаются побуквенно, либо при чтении «разворачиваются» в полные исходные слова.
В новое время термин «нотарикон» как в иврите, так и в русскоязычных публикациях на еврейскую тему, используется сравнительно редко и, как правило, относится только к одному специфическому применению акронимов в Каббале, для толкования как акронимов слов Торы, которые изначально акронимами не являются. В русскоязычных и англоязычных публикациях для обозначения других ивритских аббревиатур и акронимов используются именно эти слова — «акроним» и «аббревиатура» (англ. acronym и abbreviation).

## Запись и чтение ивритских аббревиатур

### Запись
Для записи ивритских аббревиатур, образованных от двух и более слов, поступают следующим образом.
От каждого из входящих в аббревиатуру исходных слов берётся 1 или 2 (изредка даже 3) первые буквы, и все эти буквы записываются подряд, но при этом в получившейся последовательности между предпоследней и последней буквами вставляются 2 небольшие наклонные черты (выше середины строки). Такие 2 черты называются на иврите гершаим и служат указателем того, что данная буквенная последовательность является аббревиатурой, а не самостоятельным словом.
Примеры: словосочетание ראש הממשלה (рош ха-мемшала) дословно означает «глава правительства», то есть «премьер-министр». Общепринятая аббревиатура от этого словосочетания образуется так, от первого слова (ראש) берётся первая буква (то есть ר — в иврите текст пишется справа налево), а от второго слова (הממשלה) — 2 первые буквы, то есть המ. В получившуюся последовательность (רהמ) вставляют гершаим, и получающаяся в итоге аббревиатура выглядит как רה"מ.
Словосочетание סגן מנהל כללי означает «заместитель генерального директора». При образовании аббревиатуры от первого слова берётся одна первая буква (то есть ס), от второго и от третьего слова — по 2 первые буквы, (מנ и כל). В результате получаем סמנכ"ל.

### Чтение
Два приведенных выше примера ивритских аббревиатур отличаются друг от друга по способу чтения. Первая из этих аббревиатур (ראש הממשלה — «глава правительства») при чтении текста вслух «разворачивается» в полный вариант, то есть читается как «рош ха-мемшала». Подобным образом читаются и многие другие ивритские аббревиатуры, но далеко не все.
Так, вторая из приведенных выше аббревиатура (סגן מנהל כללי — «заместитель генерального директора»), в отличие от первой, является акронимом, то есть получившаяся последовательность букв читается как одно слово.
Принципы чтения таких аббревиатур-акронимов следующие:
- Поскольку буквы ивритского алфавита изначально обозначают согласные звуки, то при чтении добавляется огласовка, как правило, звук А. Так, в приведённом выше примере буквы סמנכל обозначают согласные звуки СМНКЛ. В эту последовательность согласных звуков добавляют три гласных А и весь акроним читается как «саманкал(ь)»
- Если буквы акронима складываются в существующее в иврите слово, то этот акроним может читаться с огласовками этого слова, в частности, с гласной «э». Так бывает часто, но не всегда.
- Буквы «вав» (ו) и «йуд» (י) в иврите могут обозначать как согласные звуки (В и Й соответственно), так и гласные (буква «вав» — О или У, буква «йуд» — И). Если эти буквы входят в состав акронима, то они, как правило, читаются как гласные, даже если в исходном словосочетании они обозначали согласные звуки.

## Нотарикон в Каббале
В каббале — мистический метод толкования, путём создания акронимов из первых или последних букв каждого слова предложения, или наоборот — образованию предложения из слов, первые или последние буквы которых принадлежат существующему слову.

## Ивритские акронимы
В книгах, научных публикациях и т. п. на еврейские или израильские темы встречаются некоторые ивритские акронимы. Это, как правило, названия организаций и партий. Кроме того, в русскоязычной литературе употребляется ивритский акроним Библии — Танах, и некоторые другие акронимы.
| Русская транслитерация | Аббревиатура на иврите | Расшифровка аббревиатуры | Чтение расшифровки               | Перевод                               |
| ---------------------- | ---------------------- | ------------------------ | -------------------------------- | ------------------------------------- |
| Танах                  | תָּנָ"ךְ                   | תורה נביאים כתובים       | Тора, Невиим, Ктувим             | Тора, Книга Пророков и Писания        |
| Адмор                  | אַדְמוֹ״ר                 | אדוננו מורנו ורבנו       | адонейну морейну ве-рабейну      | господин, учитель и наставник наш     |
| Хазал                  | חָזָ"ל                   | חכמינו זכרם לברכה        | хахамейну зихронам ли-враха      | наши мудрецы, благословенна их память |
| Хабад                  | חַבַּ״ד                   | חכמה, בינה, דעת          | хохма, бина, да‘ат               | мудрость, понимание, знание           |
| МАПАЙ                  | מַפַּא״י                  | מִפְלֶגֶת פּוֹעֲלֵי אֶרֶץ יִשְׂרָאֵל    | Мифлегет поалей Эрец-Исраэль     | Партия рабочих Эрец-Исраэль           |
| МАПАМ                  | מַפַּ״ם                   | מִפְלֶגֶת הַפּוֹעֲלִים הַמְּאֻחֶדֶת     | Мифлегет а-поалим а-меухедет     | Объединённая рабочая партия           |
| МАФДАЛ                 | מַפְדַּ"ל                  | מִפְלָגָה דָּתִית לְאֻמִּית         | Мифлага датит леуммит            | Национально-религиозная партия        |
| ШАС                    | שָׁ"ס                    | שומרי מסורת ספרדיים      | Шомрей масорет сфарадим          | Соблюдающие традицию сефарды          |
| БИС (Бейс)             | בי"ס                   | בית ספר                  | Бейт сефер                       | Школа                                 |
| БИЛУ                   | בִּיל"וּ                  | בית יעקב לכו ונלכה       | Бет Яаков леху ве-нелха          | Дом Иакова идём вместе                |
| НИЛИ                   | נִילִ"י                  | נֵצַח יְשְׂרָאֵל לֹא יְשַׁקֵּר        | Нецах Исраэль ло йешакер         | Вечность Израиля не обманет           |
| Пал(ь)мах              | פַּלְמַ"ח                  | פְּלוּגּוֹת-מַחַץ               | Плугот махац                     | Ударные роты                          |
| ЭЦЕЛ(ь)                | אצ"ל                   | ארגון צבאי לאומי         | Иргун Цваи Леуми                 | Военная национальная организация      |
| ЛЕХИ                   | לח"י                   | לוחמי חרות ישראל         | Лохамей Херут Исраэль            | Борцы за свободу Израиля              |
| БАГАЦ                  | בָּגָ"ץ                   | בית המשפט הגבוה לצדק     | Бейт ха-мишпат ха-гавоа ле-цедек | Высший Суд справедливости             |
| Бейтар                 | בֵּיתָ"ר                  | ברית יוסף תרומפלדור      | Брит Иосеф Трумпельдор           | Союз имени Иосефа Трумпельдора        |
| ЦАХАЛ                  | צה"ל                   | צבא הגנה לישראל          | Цава Агана ле-Исраэль            | Армия Обороны Израиля                 |
| ШАБАК                  | שב"כ                   | שירות הביטחון הכללי      | Шерут ха-битахон ха-клали        | Общая служба безопасности             |

## Акронимы видных раввинов и хасидских деятелей
Часто знаменитых раввинов называли акронимомами, образованными от их инициалов или от названия их основного труда.
Иногда такие прозвища-акронимы становились наследуемыми фамилиями.
- Ари или Аризаль
- Ашлаг
- Бешт — Бааль Шем Тов (Повелитель (или обладатель) благого имени [Бога]) — основатель хасидизма
- НаРаян — рабби Ицхак ха-коэн Кук
- Рамбам — Рабби Моше бен Маймон — учитель Моше сын Маймона
- Рамбан — Рабби Моше бен Нахман — учитель Моше сын Нахмана
- Рашби — Рабби Шимон бар Йохай — учитель Шимон сын Йохая
- Раши — Рабейну Шломо Ицхаки — наш учитель Шломо Ицхаки (то есть сын Ицхака)